# 奇武
奇武是津巴布韋的城鎮，由東馬紹納蘭省負責管轄，位於首都哈拉雷以南146公里，海拔高度1,500米，建城於1850年左右，居民主要從事農業活動，出產家禽、奶牛、牛肉、豬肉、玉米和小米，居民人數約5,000。
19°00′S 30°09′E / 19.000°S 30.150°E